# Teresa Szostek
Teresa Anna Szostek (ur. 29 września 1951 w Grudziądzu) – polska historyk, dr hab. nauk humanistycznych, profesor Instytutu Filologii Klasycznej i Kultury Antycznej Wydziału Filologicznego Uniwersytetu Wrocławskiego.

## Życiorys
25 stycznia 1984 obroniła pracę doktorską Egzempla w kazaniach de tempore Jakuba z Paradyża i Mikołaja z Błonia, 13 kwietnia 1999 habilitowała się na podstawie pracy zatytułowanej Exemplum w polskim średniowieczu. Została zatrudniona na stanowisku profesora nadzwyczajnego w Instytucie Badań Literackich Polskiej Akademii Nauk, oraz w Instytucie Studiów Klasycznych, Śródziemnomorskich i Orientalnych na Wydziale Filologicznym Uniwersytetu Wrocławskiego.
Była profesorem Instytutu Filologii Klasycznej i Kultury Antycznej Wydziału Filologicznego Uniwersytetu Wrocławskiego i członkiem Komitetu Nauk o Kulturze Antycznej na I Wydziale Nauk Humanistycznych i Społecznych Polskiej Akademii Nauk.
Teresa Szostek jest siostrą ks. prof. Andrzeja Szostka, siostrzenicą prof. Henryka Zielińskiego i wnuczką działacza przedwojennego Związku Polaków w Niemczech, Juliusza Zielińskiego.